# Bristol Type T
Die Bristol Biplane Type T war ein für den französischen Piloten Maurice Tabuteau aus dem Muster Bristol Boxkite weiterentwickelter Doppeldecker. Neben der Maschine für
Tabuteau baute der britische Hersteller British and Colonial Aeroplane Company vier weitere Exemplare, die 1911 an verschiedenen Luftrennen teilnahmen. Keinem war jedoch ein Erfolg in diesen Wettbewerben beschieden.

## Entwicklung
Die Bristol Biplane Type T verfügte im Unterschied zur Boxkite über eine geschlossene Pilotenkanzel, verlängerte Gleitkufen als Überschlagschutz vor dem Hauptfahrwerk und über einen leistungsstärkeren Gnome-Motor. Mindestens eine Maschine war mit einem 60 PS (45 kW) leistenden Renault-Motor ausgestattet.

## Einsatz
Tabuteaus Maschine wurde 1911 beim Circuit-de-l’Europe-Luftrennen eingesetzt. Die vier anderen Exemplare nahmen ebenfalls 1911 am Circuit-of-Britain-Wettbewerb teil.

## Varianten
- Bristol Challenge-England: 1911 von Gordon England modifizierter Type T, um einen E.N.V.-Reihenmotor (60 PS / 45 kW) aufzunehmen

## Technische Daten
| Kenngröße             | Daten                                                           |
| --------------------- | --------------------------------------------------------------- |
| Besatzung             | 1                                                               |
| Länge                 | 7,47 m                                                          |
| Spannweite            | 10,67 m                                                         |
| Flügelfläche          | 32,52 m²                                                        |
| Leermasse             | 295 kg                                                          |
| max. Startmasse       | 386 kg                                                          |
| Höchstgeschwindigkeit | 88 km/h                                                         |
| Triebwerk             | 1 × luftgekühlter Umlaufmotor Gnome Gamma mit 52 kW (ca. 70 PS) |